# Aphanocalyx hedinii
Espèce
Synonymes
- Cynometra hedinii A.Chev.[1]
- Monopetalanthus hedinii (A.Chev.) Aubrev.[1]

Aphanocalyx hedinii est une espèce de plantes à fleurs de la famille des Fabaceae. C'est un arbre endémique du Cameroun.

## Description
Cet arbre peut croître jusqu'à une hauteur de 35 mètres. Il possède un tronc cylindrique dépourvu de branches jusqu'à une hauteur de 15 mètres et plus, le diamètre de ses contreforts peut s'étendre à plus de 330 centimètres.

## Classification
L'espèce a été décrite tout d'abord sous le basionyme de Cynometra hedinii par le botaniste français Auguste Chevalier (1873-1956), recombinée dans le genre Monopetalanthus par André Aubréville (1897-1982), puis  en 1999 dans le genre Aphanocalyx par Jan Johannes Wieringa  (1967-).
L'épithète spécifique hedinii signifie « de Hedin », en hommage à Louis Hédin, récolteur au Cameroun en 1927 du premier spécimen type.
En classification phylogénétique APG III (2009), elle fait partie de la famille des Fabacées ou légumineuses.

## Distribution
Assez rare, endémique du Cameroun, l'espèce y a été observée dans quatre régions : le Sud-Ouest (mont Cameroun), le Centre (Éséka), le Littoral (Mujuka), le Sud (autour de Kribi, Akom II, Bipindi).

## Utilisation
Aphanocalyx hedinii n'a pas d'utilisation humaine connue, mais est étroitement apparentée à Aphanocalyx heitzii, une espèce qui a une bonne qualité de lignine et un tronc de grand diamètre.